# Angolo di Weinberg

L'angolo di Weinberg, e la relazione con le costanti di accoppiamento, e. Adattato da Lee (1981).

L'angolo di Weinberg o angolo di mescolamento debole è un parametro della teoria di Weinberg–Salam dell'interazione elettrodebole, parte del modello standard della fisica delle particelle.
Solitamente indicato come {\displaystyle \theta _{\text{W}}}, è l'angolo di cui la rottura spontanea della simmetria ruota l'originale piano dei bosoni vettori W0 e B0, producendo come risultato il bosone Z0 e il fotone. Il suo valore misurato è di circa 30°, ma varia leggermente, a seconda della quantità di moto relativa delle particelle coinvolte nelle interazioni per cui viene utilizzato l'angolo.

## Dettagli
La formula algebrica per la combinazione (cioè "mescolamento" o mixing) dei bosoni vettori W0 e B0 che produce simultaneamente il bosone Z0 e il fotone (γ o A) è espresso dalla formula
{\displaystyle {\begin{pmatrix}A\\Z^{0}\end{pmatrix}}={\begin{pmatrix}\cos \theta _{\text{W}}&\sin \theta _{\text{W}}\\-\sin \theta _{\text{W}}&\cos \theta _{\text{W}}\end{pmatrix}}{\begin{pmatrix}B^{0}\\W^{0}\end{pmatrix}}~.}
L'angolo di mescolamento debole fornisce anche la relazione tra le masse dei bosoni W e Z (indicate come {\displaystyle m_{\text{W}}} e {\displaystyle m_{\text{Z}}},
{\displaystyle m_{\text{W}}=m_{\text{Z}}\cos \theta _{\text{W}}}
L'angolo può essere espresso in termini degli accoppiamenti di {\displaystyle \mathrm {SU} (2)_{L}} e {\displaystyle \mathrm {U} (1)_{Y}}  ({\displaystyle g} e {\displaystyle g'} rispettivamente associati all'isospin debole e all'ipercarica debole),
{\displaystyle \cos \theta _{\text{W}}={\frac {g}{\,{\sqrt {g^{2}+g'^{2}\,}}\,}}\qquad } e {\displaystyle \qquad \sin \theta _{\text{W}}={\frac {g'}{\,{\sqrt {g^{2}+g'^{2}\,}}\,}}~.}
La carica elettrica è quindi esprimibile in termini di essa, {\displaystyle e=g\sin \theta _{\text{W}}=g'\cos \theta _{\text{W}}}.
Poiché il valore dell'angolo di mescolamento è attualmente determinato empiricamente, in assenza di qualsiasi derivazione teorica sostitutiva è matematicamente definito come
{\displaystyle \cos \theta _{\text{W}}={\frac {\,m_{\text{W}}\,}{m_{\text{Z}}}}~.}
Il valore di {\displaystyle \theta _{\text{W}}} varia in funzione del trasferimento di quantità di moto, {\displaystyle \Delta Q}, a cui viene misurato (da non confondere con la carica elettrica). Questa variazione, o running, è una predizione chiave della teoria elettrodebole. Le misurazioni più precise sono state effettuate in esperimenti di collisione elettrone-positrone ad un valore di {\displaystyle \Delta Q} pari a 91,2 GeV/c, corrispondente a {\displaystyle m_{\text{Z}}}, la massa del bosone Z0.
In pratica si usa più frequentemente la quantità {\displaystyle \sin \theta _{\text{W}}}. La migliore stima risalente al 2004 di {\displaystyle \sin ^{2}\theta _{\text{W}}}, con {\displaystyle \Delta Q} pari a 91,2 GeV/c, nello schema MS-bar (modello standard con minima sottrazione) è 0,23120±0,00015, valore che è la media delle misurazioni effettuate in diversi processi e a diversi rivelatori. Esperimenti di violazione della parità atomica producono valori per {\displaystyle \sin \theta _{\text{W}}} a valori inferiori di {\displaystyle \Delta Q}, inferiori a 0,01 GeV/c, ma con una precisione molto inferiore. Nel 2005 sono stati pubblicati i risultati di uno studio sulla violazione della parità nello scattering di Møller in cui è stato ottenuto un valore di {\displaystyle \sin \theta _{\text{W}}} pari a 0,2397±0,0013 con {\displaystyle \Delta Q} pari a 0,16 GeV/c, stabilendo sperimentalmente il cosiddetto 'running' dell'angolo di mescolamento debole. Questi valori corrispondono a un angolo di Weinberg di circa 30°. LHCb misurò in collisioni protone-protone di 7 e 8 TeV un angolo effettivo di {\displaystyle \sin \theta _{\text{W}}} pari a 0,23142. sebbene il valore di {\displaystyle \Delta Q} per questa misura sia determinato dall'energia di collisione partonica, che è vicina a Z massa bosonica.
Il riferimento CODATA del 2018 fornisce il valore
{\displaystyle \sin ^{2}\theta _{\text{W}}=1-(m_{\text{W}}/m_{\text{Z}})^{2}=0.22290(30)~.}
Nonostante sia possibile misurare questo valore con buona precisione, non vi è all'interno del modello standard né in nessun'altra teoria una spiegazione teorica del valore di tale grandezza. L'angolo di Weinberg non è predetto dal modello standard, dove rimane un parametro libero, seppure vincolato dalle misure di altre grandezze.